# بيتر واينبرغ
بيتر واينبرغ (بالإنجليزية: Peter Weinberg)‏ هو شخصية أعمال أمريكي، ولد في 9 يوليو 1957 في ري في الولايات المتحدة.